# 1936년 르망 24시
1936년 르망 24시는 원래 1936년 6월 14일 프랑스에서 열리기로 하였으나, 프랑스의 정국 불안으로 인하여 결국 취소되었다.